# Gampalagudem
Gampalagudem là một trong 50 mandal thuộc huyện Krishna, bang Andhra Pradesh. The mandal is bounded by Tiruvuru, A. Konduru mandals of Krishna district in Andhra Pradesh and Khammam district of Telangana state.